# Аустријски савез српског фолклора
Аустријски савез српског фолклора (скр. АССФ) кровна је организација културно-уметничких друштава која се баве српским фолклором у Аустрији.

## Историја
Аустријски савез српског фолклора основан је 2020. године. Његовој званичној регистрацији претходило је доношење више заједничких одлука културно-уметничких друштава која се баве српским фолклором на састанцима у периоду 2019–2020. Циљ оснивања темељио се на потреби за постојањем кровне организације, која ће међусобно и са институцијама у матици и земљи боравка повезивати, али и развијати и координисати српска културно-уметничка друштва у Аустрији, доприносећи тако очувању, подстицању извођења и извођењу фолклорних игара.
Истовремено, АССФ је настао да би истакао снагу фолклора у целини – у синергији очувања српског језика, културе и традиције и обележавању великих верских и државних празника, попут Божића, Савиндана, Васкрса, Видовдана, Дана српског јединства, слободе и националне заставе... Данас (2024) АССФ уједињује тридесет српских организација – удружења грађана, клубова и културно-уметничких друштава регистрованих на тлу Аустрије.
За првог председника Савеза изабран је Александар Саша Станковић, а за потпредседника Саша Божиновић. Органи друштва су Управни одбор, Надзорни одбор и Уметнички одбор.

## Активности
Аустријски савез српског фолклора заговара суживот свих етничких група у Аустрији, не одвајајући активности Срба од свеукупног културног миљеа ове алпске земље. Савез организује Аустријску смотру српског фолклора, припремно текмичење за Европску смотру српског фолклора дијаспоре, и Смотру дечјих фолклорних ансамбала Аустрије, манифестацију која подупире неговање традиционалних вредности код најмлађих. Године 2023. забележена је најуспешнија фолкорна сезона откад АССФ постоји, јер су чланови Савеза остварили завидне резултате на свим такмичењима.
АССФ је организатор и годишње Смотре културно-уметничког стваралаштва Срба у Аустрији, највеће манифестације тог типа, квалификационог такмичења за Европску смотру српског фолклора дијаспоре.

### Улица Вука Караџића у Бечу
Аустријски савез српског фолклора покренуо је 7. фебруара 2024. године – на сто шездесету годишњицу смрти Вука Стефановића Караџића иницијативу да он добије улицу у Бечу, граду у којем је живео од 1813, објавио прву збирку народних песама, прву граматику и први речник српског језика на народном говору и у којем је 1864. умро. Председник АССФ сматра да би се тиме указало не само на важност овог града у Вуковој биографији него и на важност реформатора српског језика за аустријско друштво и његову историју. Иницијатива је отелотворена у писменом захтеву који је предат администрацији Града Беча.
Станковић се између осталог залаже и да српски језик постане пуноправан и самосталан у Аустрији, а не део „БХС” (босанско-хрватско-српског) језика, што је једно од начела и стратегије Савеза у наредном периоду.